# Helmut Rosenbauer
Helmut Rosenbauer (* 14. Juni 1936 in Nürnberg; † 5. Mai 2016 in Göttingen) war ein deutscher Astrophysiker. Er war von 1977 bis 2004 Direktor am Max-Planck-Institut für Aeronomie (MPAe) in Katlenburg-Lindau. Sein größter Erfolg war die Konzeption und das wissenschaftliche Programm des Landegeräts Philae im Rahmen der Mission Rosetta zum Kometen 67P/Churyumov-Gerasimenko.

## Leben
Helmut Rosenbauer studierte Elektrotechnik, Fachrichtung Nachrichtentechnik an der Technischen Universität München und promovierte dort mit einem plasmaphysikalischen Thema zum Dr.-Ing.
1967 begann er am Max-Planck-Institut für extraterrestrische Physik in Garching zu arbeiten. Dort konzipierte, entwickelte und baute er mit seiner Arbeitsgruppe Instrumente, um Sonnenwind sowie niederenergetische Ionen und Elektronen in der Magnetosphäre der Erde zu messen. Mit diesen Instrumenten nahm er Teil an den Missionen HEOS 2 sowie Helios 1 und 2.
Von 1977 bis 2004 war Helmut Rosenbauer Direktor am Max-Planck-Institut für Aeronomie (MPAe) in Katlenburg-Lindau. Neben gemeinsamen Projekten mit der ESA und NASA arbeitete er in den 1980er Jahren mehrfach mit sowjetischen Wissenschaftlern zusammen. Er lieferte wesentliche Beiträge zu den Weltraum-Missionen Ulysses, Giotto, Phobos und Mars 96.
Helmut Rosenbauers letztes Projekt und größter Erfolg war die Konzeption und das wissenschaftliche Programm des Landegeräts Philae im Rahmen der Mission Rosetta. Philae ist 2014 auf dem Kometen 67P/Churyumov-Gerasimenko gelandet und war angetreten, die Herkunft von Aminosäuren auf der Erde zu klären.
Nach ihm ist der Asteroid 16243 Rosenbauer benannt.
Er war verheiratet und hatte vier Kinder.

## Veröffentlichungen (Auswahl)
- Possible Effects of Photoelectron Emission on a Low Energy Electron Experiment. In: R. J. L. Grard (Hrsg.): Photon and Particle Interactions with Surfaces in Space (= Astrophysics and Space Science Library). Springer Netherlands, Dordrecht 1973, ISBN 978-94-010-2647-5, S. 139–151, doi:10.1007/978-94-010-2647-5_9.
- mit N. Shutte, I. Apáthy u. a.: Ions of martian origin and plasma sheet in the martian magnetosphere: initial results of the TAUS experiment. In: Nature. Band 341, Nr. 6243, Oktober 1989, S. 612–614, doi:10.1038/341612a0.
- mit  H. Miggenrieder, M. Montgomery u. a.: Preliminary results of the HELIOS plasma measurements. In: Physics of solar planetary environments; Proceedings of the International Symposium on Solar-Terrestrial Physics, Boulder, Colo., June 7-18, 1976. Vol. 1. (A77-44201 20-88), 1976, S. 319–331, bibcode:1976pspe.proc..319R.
- Das Massenspektrometerexperiment S-303 auf GEOS. In: Zeitschrift für Flugwissenschaften und Weltraumforschung. Band 1, 1. August 1977, S. 305–309, bibcode:1977ZFlWe...1..305R.
- The relationship between the magnetic field in the Martian magnetotail and upstream solar wind parameters. In: Journal of Geophysical Research: Space Physics. Band 99, Nr. A9, 1994, S. 17199–17204, doi:10.1029/94JA00946.
- mit C.-Y. Tu, E. Marsch: An extended structure-function model and its application to the analysis of solar wind intermittency properties. In: Annales Geophysicae. Band 14, Nr. 3, 31. März 1996, S. 270–285, doi:10.1007/s00585-996-0270-9.
- mit M. Hilchenbach: Mission Philae – Mit Mechanik zu den Anfängen des Sonnensystems. In Kultur & Technik. Nr. 4, 2004, S. 18–21 (www.deutsches-museum.de; PDF).
- mit F. Goesmann, R. Roll, H. Böhnhardt: COSAC Onboard Rosetta: A Bioastronomy Experiment for the Short-Period Comet 67P/Churyumov-Gerasimenko. In: Astrobiology. Band 5, Nr. 5, 1. Oktober 2005, S. 622–631, doi:10.1089/ast.2005.5.622.